# Świętopełk (książę pomorski)
Świętopełk, Świętopełk nakielski (łac. Suatopolc) – książę pomorski.

## Życiorys
Był synem Świętobora, prawdopodobnie z którym został około 1106 roku wypędzony z Pomorza. 
Po zwycięstwie nad Pomorzanami odniesionym pod Nakłem 10 sierpnia 1109 roku Bolesław III Krzywousty, książę Polski, nadał Świętopełkowi Nakło nad Notecią. Próby prowadzenia samodzielnej polityki sprowadziły na niego w 1112 roku najazd wojsk polskich. Po trzymiesięcznym oblężeniu Nakła Świętopełk zapłacił Krzywoustemu okup i oddał syna (nieznanego imienia). W 1113 roku ponownie wystąpił przeciw Krzywoustemu, czym sprowokował jego wyprawę. Polski książę zajął najpierw Wyszogród, a następnie Nakło, którego obrońcy na próżno oczekiwali odsieczy Świętopełka.
Dalsze losy Świętopełka nie są pewne. Wiadomo, że w 1119 roku Bolesław III Krzywousty pokonał dwóch książąt pomorskich, z których jednego wygnał, a drugiego wziął do niewoli. Sądzi się, że jednym z nich mógł być Świętopełk.
W 1121 roku zginął Świętopełk, książę odrzański. Według części badaczy był identyczny ze Świętopełkiem synem Świętobora; inni z kolei identyfikują Świętopełka księcia odrzańskiego ze Świętopełkiem księciem Chyżan, którego ziemie w 1121 roku najechał saski książę Lotar z Supplinburga – przyszły cesarz rzymski znany jako Lotar III.